# Snow Patrol

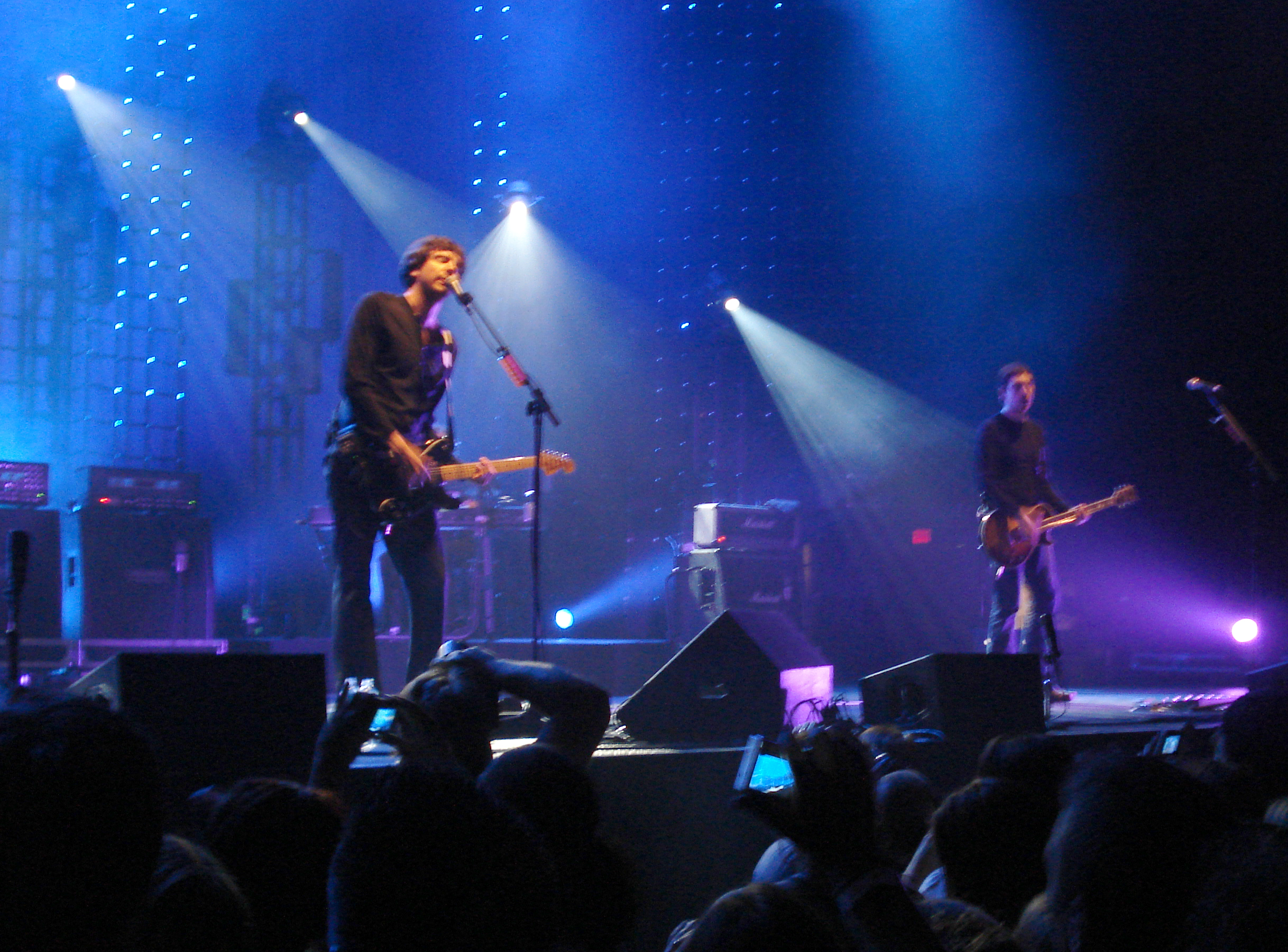
Snow Patrol

Snow Patrol (МФА: [snəʊ pəˈtrəʊl], в пер. с англ. — Снежный Патруль) — альтернативная рок-группа с участниками из Северной Ирландии и Шотландии. Сформирована в Данди, в настоящее время участники группы живут в Глазго, Белфасте и Лондоне, лауреаты музыкальной премии Ivor Novello Awards.

## История
Три первые альбома группы, EP Starfighter, экспериментальный студийный альбом Songs for Polarbears, и When It’s All Over We Still Have to Clear Up, были коммерчески безуспешными и были выпущены под независимым лейблом Electric Honey (для своего первого альбома) и Jeepster (для второго и третьего). Когда группа перешла в крупный лейбл Polydor Records, они выпустили в 2003 году альбом Final Straw, который стал четыре раза платиновым в Великобритании. Это был первый успех группы. Песни «Run», «Chasing Cars» и «Signal Fire» стали хитами.
Мировую известность группа получила с выпуском в 2006 году альбома Eyes Open, который был растиражирован в количестве 4,7 миллиона экземпляров по всему миру.
Snow Patrol были выдвинуты в трех номинациях BRIT Awards и выиграли пять Meteor Ireland Music Awards. По всему миру группа продала более 7 миллионов альбомов.

## Дискография

### Студийные альбомы
- Songs for Polarbears (1998)
- When It's All Over We Still Have to Clear Up (2001)
- Final Straw (2003)
- Eyes Open[англ.] (2006)
- A Hundred Million Suns (2008)
- Fallen Empires  (2011)
- Wildness  (2018)
- Reworked (EP1) (2019)
- The Forest Is the Path (2024)

## Участники (текущий состав)
- Гари Лайтбоди (Gary Lightbody) - основной вокал, ритм-гитара
- Нэйтан Коннолли (Nathan Connolly) - соло-гитара, бэк-вокал
- Пол Уилсон (Paul Wilson) - бас-гитара, бэк-вокал
- Джонни Куинн (Jonny Quinn) - ударные, перкуссия
- Том Симпсон (Tom Simpson) - клавишные, семплы (2005-2013)
- Джонни МакДейд (Johnny McDaid) – клавишные, ритм-гитара,  пианино, бэк-вокал (с сентября 2011)